# Вилхелм Дилтай
Вилхелм Дилтай (на немски: Wilhelm Dilthey) е германски историк на културата, психолог, социолог и философ, един от основоположниците на т. нар. „стара херменевтика“.

## Биография
Роден е на 19 ноември 1833 година в Бибрих, Германия. Следва история, теология и философия в Берлин и Хайделберг. Промовира през 1864 с писана на латински език работа върху етиката на Шлайермахер. Същата година се хабилитира на тема върху моралното съзнание. Става професор в университетите в Базел (1867 – 1868), Кил (1868 – 1871), Вроцлав (1871 – 1882) и Берлин (1883 до 1908). Към 1900 г. Дилтай е основна фигура в германската философия на живота.
Умира на 1 октомври 1911 година в Зайс ам Шлерн (днес Италия) на 77-годишна възраст.

## Научна дейност
Трудовете на Дилтай показват силно влияние на Кант и немския романтизъм на XIX век. Той въвежда разграничаването на „разбирането“ (на немски: Verstehen), характерно за хуманитаристиката, от „проясняването“ (на немски: Erklaren), присъщо на природната наука: така, математиката е методът на природните науки, a психологията е методът на науките за културата.
Дилтай отхвърля трансцендентализма и при все това е силно критичен към „лесния“ редукционизъм на поведението до физиологически причини от страна на експерименталните психолози по негово време. Според него разумът е кохерентно цяло и не може да се начупи на компоненти. Психологът има директен достъп до умствените процеси. Затова той може и трябва да остане на описателното ниво и там да прави своите обобщения. Дилтай е философски психолог и за Едуард Шпрангер и гещалт движението остава да осигурят експериментална подкрепа на неговите идеи.

## Изследвания
- Знеполски, Ивайло. Херменевтични парадигми. Дилтай, Гадамер, Хабермас, Рикьор. С., Агата-А, 2004.
- Xристо Тодоров. Биографичният метод на Дилтай. – В: Nomina Essentiant Res. В чест на Цочо Бояджиев. Съст. Георги Каприев. С., Изток-Запад, 2011,